# Tonny Ahlers
Anton Christiaan (Tonny) Ahlers (Amsterdã, 29 de dezembro de 1917 – 4 de agosto de 2000) é suspeito de delatar Otto Frank à Gestapo durante a Segunda Guerra Mundial. Depois da guerra, Tonny Ahlers alegou que sabia do fato de estarem escondidas pessoas no Anexo Secreto, na Opekta, fabricante de pectina.
O primo de Anne Frank, Buddy Elias, revelou não ter dúvidas, embora não haja provas, de que Tonny Ahlers foi o delator do esconderijo.